# السمسرة التكنولوجية
تتمثل فكرة السمسرة في التكنولوجيا في توسيع الصناعات المتعددة، أو غير المتصلة، لمعرفة كيففية استخدام التقنيات الحالية لخلق مجال للابتكارات في أسواق أخرى. تتطلب السمسرة في التكنولوجيا أن تكون الشركات قوية في مجالين. :2 كما لخص أندرو هارجادون، مؤسس السمسرة في التكنولوجيا: «أولاً، يجب أن تكون لدى الشركة القدرة على جسر المجتمعات البعيدة، عادةً عندما تتمكن الشركة من التحرك بسهولة عبر مجموعة من الأسواق المختلفة لديهم رؤية أفضل لكيفية استخدام التقنيات بطرق جديدة. ثانياً، تنطوي السمسرة التكنولوجية على إنشاء أسواق وصناعات جديدة من مجموعات مبتكرة من التكنولوجيا القائمة فعليا. من الصعب الحصول على هاتين القوتين في وقت واحد لأن العلاقات القوية بين الشركات والعملاء والإمدادات في صناعة واحدة تمنع الشركة من الانتقال بسهولة إلى أسواق أخرى وتجربة أفكار جديدة.» :2 ومع ذلك، عندما تكون الشركة قادرة على الجمع بين هذه القوتين يمكن أن يؤدي ذالك  إلى كونها أول من تجرب التقدم التكنولوجي.
يمكن للسمسرة التكنولوجية تعليم الشركات كيفية تحويل تركيز فرق البحث والتطوير التقليدية بشكل فعال من محاولة اختراع منتجات جديدة تمامًا والجمع بين الابتكارات السابقة. تسحب الأفكار الجديدة للبحث القائم على المراقبة علماء البحث والتطوير خارج المختبر وتضعهم في الملاحظة المباشرة للمستهلكين للسماح لهم بتشخيص المشكلات مع المنتجات وتحديد احتياجات العميل بشكل أكثر دقة.  :7 وتتشابك عملية السمسرة في التكنولوجيا مع فكرة التصميم التعاطف، وهو فهم المنتجات بشكل أساسي من وجهة نظر العملاء ثم تصميمها لتناسب الاحتياجات والقضايا. ميزة التصميم التعاطفي تكمن في دمجها بشركات السمسرة التكنولوجية، حيث أنها تؤدي إلى منتجات مبتكرة تناسب المشاكل الخاصة بالعميل. وايضا من مميزات التصميم التعاطف تضمين التسويق وتصنيع الأشخاص في تصميم المنتج للحصول على آراء متنوعة حول نجاح المنتج والعملية.

## التاريخ
يمكن العثور على الأمثلة الأولى للسمسرة التكنولوجية في وقت مبكر من عام 1876 مع توماس إديسون في مختبر مينلو بارك. في ست سنوات، حصل هذا المختبر على أكثر من 400 براءة اختراع.  :2 كان مختبر مينلو بارك بمثابة «مصنع للاختراعات» نجح توماس إديسون لانه كان لديه إيمان راسخ بالابتكار المؤتلف. لم تبدأ اختراعات Menlo Park من لا شيء - بل كانت اختراعاته بها الأساس الذي تم سحبه من مجال آخر من التكنولوجيا. عمل إديسون وفريقه في العديد من المجالات المختلفة بالاشتراك مع العديد من الشركات المختلفة، بالإضافة إلى العمل في التجارب الفردية. مكنت كل هذه المشاريع الفريق من استخدام معرفتهم بمختلف المجالات لتكون مبتكرة في إيجاد حلول جديدة للمنظمات المختلفة. ونظرًا لفصل المعرفة بالتكنولوجيا عبر المجالات المختلفة، تمكن إديسون من استغلال ذلك وإنشاء حلول جديدة من مجالات المشاريع السابقة.
هنري فورد هو مخترع عظيم آخر في التاريخ أدرك قوة الجمع بين الحلول السابقة لإنشاء حل جديد. وهو مشهور بنموذج T للسيارات وخط التجميع، لكن فورد نفسه ذكر أن: 
 «لم أخترع شيئًا جديدًا. جمعت ببساطة في السيارة اكتشافات رجال آخرين خلفهم قرون من العمل... لو عملت قبل خمسين أو عشر أو حتى خمس سنوات، لكنت قد فشلت. لذلك مع كل شيء جديد. يحدث التقدم عندما تكون جميع العوامل التي تجعلها جاهزة، ومن ثم فهي حتمية. إن تعليم أن عددًا قليلًا نسبيًا من الرجال المسؤولين عن أعظم خطوات الأمام إلى الأمام للبشرية هو أسوأ نوع من الهراء».  :3 
 إن معرفة الابتكار المؤتلف لا تزال حية ومزدهرة اليوم. يمكن لشركات مثل IDEO أن تجري عملياتها بسهولة مقارنة بعمليات إديسون في مختبر مينلو بارك. ويمكن القول أن IDEO هي واحدة من أكبر وأنجح شركات التصميم في العصر الحالي. منذ تأسيسها في عام 1978، أنشأت 3000 منتج جديد في أكثر من 40 صناعة.  :5 العمل وسط العديد من الصناعات المختلفة هو عامل كبير للنجاح في السمسرة التكنولوجية. كلما زادت الصناعات التي تشارك فيها الشركات، كلما كان فهمها للتقنيات المختلفة أوسع. يقول الرئيس التنفيذي لشركة IDEO David Kelley عن العمل في العديد من المجالات المختلفة: 
 «إن العمل مع الشركات في صناعات مختلفة مثل الأدوات الطبية والأثاث والألعاب وأجهزة الكمبيوتر قد أعطانا رؤية واسعة لأحدث التقنيات المتاحة وعلمنا كيفية تطوير جودة المنتجات وكيفية القيام بذلك بسرعة وكفاءة.»  :5 
 تقوم العديد من الشركات اليوم بإعادة هيكلة أقسام البحث والتطوير الخاصة بها، وهي تجد هيكل سمسرة التكنولوجيا ناجحًا جدًا وفعالًا من حيث التكلفة للابتكار. ولا يقتصر الأمر على أن التكنولوجيا تعمل كوسيط لأساس تجاري لشركات التصميم، بل يمكن استخدامها أيضًا داخل الشركات الكبيرة من أجل تحقيق الابتكارات بين الأقسام. كان أندرو هارجادون بالفعل أول شخص صاغ مصطلح «السمسرة التكنولوجية» ودافع عن مزاياها. لقد فعل ذلك في أواخر الثمانينيات وأوائل التسعينات، والآن أصبح مفهوم السمسرة التكنولوجية شائعًا إلى حد ما. حيث تنصح مجموعة Hargadon حاليًا الشركات التي تتراوح بين شركات Fortune 500 والشركات الناشئة حول كيفية دمج نظام سمسرة التكنولوجيا في عملية الابتكار الخاصة بهم.

## أمثلة

### الشركات
IDEO
IDEO هي أكبر شركة استشارية لتصميم المنتجات في الولايات المتحدة، وهي تركز على الهندسة الميكانيكية والتصميم الصناعي، وتتابع المنتجات ذات الأداء العالي وسهولة التصنيع وسهولة الاستخدام. الرئيس التنفيذي الحالي ورئيس IDEO هو تيم براون. تمتلك شركة بالو ألتو (CA) مكاتب أصغر في بوسطن وشيكاغو وغراند رابيدز ولندن وسان فرانسيسكو ونيويورك وطوكيو. منذ عام 1991، تصدرت IDEO قائمة Business Week للفائزين بجوائز التميز في التصميم الصناعي السنوية، وفي عام 2005، سميت المجلة IDEO واحدة من الشركات العشرين الأكثر ابتكارًا في العالم.
وكما ذكر توم كيلي في "الوجوه العشر للابتكار"، فإن IDEO تنشئ منتجات وخدمات ومساحات وخبرات مبتكرة لشركات مثل Procter & Gamble وPepsi -Cola و Samsung. يساعد IDEO أيضًا الشركات في بناء ثقافات الابتكار. تتضمن التصميمات الناجحة Apple Mouse ، أول كمبيوتر محمول، وكاميرا فورية Polaroid I-Zone ، و Palm V ، وفرشاة أسنان Gripper ذات مقبض ناعم لـ Oral-B ، ومئات التصاميم الأخرى ذات المعايير القياسية. " 
وفقًا لدراسة أندرو هارجادون وروبرت ساتون لـ IDEO ، «عادةً ما يقوم عملاء IDEO ، بدءًا من شركات Fortune 50 والشركات المبتدئة، بتوظيف الشركة لتصميم جزء أو كل منتج». «عادةً ما يتم تحصيل رسوم من العملاء مقابل الوقت والمواد المطلوبة في تصميم المنتج، لكنهم يعملون أحيانًا في مقابل نسبة من المبيعات أو الأرباح من المنتج النهائي. تستمر مشاريع التصميم من بضعة أسابيع إلى ثلاث سنوات، بمتوسط حوالي عام. تتراوح النتائج من الرسومات التخطيطية لمفاهيم المنتج إلى نماذج العمل الخام لإكمال تصاميم المنتجات الجديدة». 
تتراوح أعمار معظم المصممين في IDEO بين 25 و 40 عامًا، وهم من الذكور (حوالي 80 في المائة)، والبيض (حوالي 80 في المائة)، وعادة ما يكون لديهم بكالوريوس أو ماجستير في الهندسة. يمتلك المدراء ملفًا شخصيًا مشابهًا ولكنهم يميلون إلى التقدم في السن (35 إلى 50 عامًا). يمتلك فريق الدعم أيضًا ملفًا مشابهًا للمصممين، ولكن مع نسبة أكبر (حوالي 50 في المائة) من النساء.  يعتقد تيم براون أن مفكر التصميم الجيد يمتلك الخصائص التالية: التعاطف والتفكير التكاملي والتفاؤل والتجريب والتعاون.
يوفر الهيكل التنظيمي لشركة IDEO دعمًا كبيرًا للسمسرة في التكنولوجيا. تجبر عمليات التصميم في IDEO المصممين الأفراد على مواجهة التدفق المستمر للمشكلات الجديدة التي تتطلب حلولاً هندسية. هذا التدفق من المشاكل الجديدة يوفر الحوافز والفرص لهم لتطوير واستغلال المعرفة واسعة النطاق من الحلول المحتملة. 
داخل المؤسسة، لا يتخصص المهندسون في أي مجال فردي، ولكنهم كثيرًا ما ينتقلون إلى صناعة مختلفة بعد إكمال مشروع لشركة. غالبًا ما يقوم المهندسون بنقل أو إيقاف تشغيل المشاريع طويلة الأجل لمنع «الاحتراق»، وهذا يسمح لهم بمتابعة الاهتمامات في مجالات أخرى. لا توفر هذه الحركة بين الفرق والمشاريع للمصممين مجموعة واسعة من الخبرات فحسب، بل تعرضهم أيضًا لمهارات وخلفيات زملائهم. 
مجموعة IBO
تساعد مجموعة IBO ، من خلال نقل المعرفة التكنولوجية العالية، المنظمات التي ترغب في الاستفادة من أحدث التقنيات الرائدة التي يقودها الابتكار الإسرائيلي. مؤسسها Itay Tawili لديه أكثر من 10 سنوات من الخبرة كمدير تكنولوجيا المعلومات ومدير النظام. بفضل معرفته وشبكات IBO ، يساعد IBO شركائه على تحقيق الحل الدقيق الذي يناسب احتياجاتهم وقضاياهم. من خلال استخدام تقنية عملية التصميم التعاطف، ويوفر IBO لشركائه في القيادة التنفيذية معرفة فعالة بالنسبة لهم لتحديد إستراتيجية التكنولوجيا الخاصة بهم وتحقيق أهداف أعمالهم.
متنزه مينلو
كان توماس إديسون مخترعًا ورجل أعمال وأهم من ذلك مبتكرًا. في عام 1875 اشترى إديسون منزلاً من الطراز الفردي في نيو جيرسي. يُشار إلى هذا العقار بأنه من أول ابتكاراته الرئيسية؛ أول معمل للأبحاث الصناعية «مينلو بارك». حيث انه موقعًا لأكثر من 400 اختراع ويثبت أنه مثال رئيسي لتوماس إديسون باستخدام السمسرة التكنولوجية للابتكار. صرح أديسون أنه بنى هذا المختبر من أجل؛ «التطور السريع والرخيص للاختراع.» كما وعد: «اختراع صغير كل عشرة أيام واختراع كبير كل ستة أشهر».  :3 كيف يمكن لإديسون أن يصنع مثل هذه التوقعات الجريئة؟ طوّر إديسون أربع ممارسات عمل متشابكة ساعدته على أن يكون مبتكرًا للغاية. كانوا: التقاط الأفكار الجيدة، والحفاظ على هذه الأفكار حية، وتخيل استخدامات جديدة للأفكار القديمة، ووضع مفاهيم واعدة للاختبار. باستخدام هذه المفاهيم، التي تؤكد على مفاهيم السمسرة التكنولوجية، يُنسب إلى Edison 1.093 براءة اختراع أمريكية بالإضافة إلى براءات الاختراع في المملكة المتحدة وفرنسا وألمانيا. :3
أحد أسباب نجاح إديسون هو قدرته على إحاطة نفسه بأشخاص ذوي معرفة جيدة. جاء فريق إديسون من جميع أنحاء العالم وكانوا يعتبرون خبراء في مختلف المجالات. كان تشارلز باتشيلور، من إنجلترا، مساعدًا ميكانيكيًا رئيسيًا لإديسون وساعد إديسون في العديد من اختراعاته. وظف إديسون أيضًا أشخاصًا من ألمانيا وسويسرا وعددًا من الدول الأوروبية الأخرى. 
في مقال كتبه أندرو هارجادون، يقول: «بين السنوات 1876 إلى 1881، أنتج المختبر (مينلو بارك) العديد من الابتكارات في السرعة العالية والتلقائية والتكرارية والبرق والهواتف والفونوغرافات والمولدات والفولتميترات والمصابيح الكهربائية؛ ومضخات التفريغ». وكان أول نجاح مالي كبير لإديسون هو التلغراف الرباعي. بعد إنشاء quadruplex ، لم يكن Edison متأكدًا من كيفية تحديد السعر. لكنه يعتقد في الأصل أن منتجه يمكن بيعه في مكان ما بين 4000 و 5000 دولار. بعد أن قدم منتجه إلى Western Union ، شعر إديسون بسعادة غامرة لرؤية أنه عرض عليه 10000 دولار للتلغراف. سمح هذا النجاح المالي لإديسون بأن يكون مؤسس أول مؤسسة تم إنشاؤها لغرض محدد يتمثل في إنتاج الابتكار والتحسين التكنولوجيين المستمر، مينلو بارك.
من المسلم به أن إديسون فهم مفهوم السمسرة التكنولوجية. وكانت بعض أساليبه الابتدائية إلى حد ما. جاء في ملاحظاته الخاصة: «الدراسة الأولى للبناء الحالي، والثاني اسأل عن جميع التجارب السابقة ... ادرس واقرأ كل ما يمكنك حول هذا الموضوع».

## منتجات
إن رغبة وسطاء التكنولوجيا في العمل مع المنتجات / الأفكار القديمة / المتوقفة أو المستخدمة بالفعل، قد وفرت مجموعة من المنتجات الرائعة. على سبيل المثال، كانت السمنة مشكلة منذ سنوات وقد مر الكثير من الناس بعلاجات لا نهاية لها. ومع ذلك، فإن الرغبة الشديدة في تناول الطعام الذي يحتوي على نسبة عالية من الدهون والسكر لا تزول. قام IDEO بتصميم رقعة Crave Aid ، على غرار تصحيح النيكوتين المستخدم في الإقلاع عن التدخين. تأتي هذه الرقعة بنكهات مختلفة من الأطعمة غير الصحية، لذلك عندما يتوق الفرد إلى طعام غير صحي يمكنه ارتداء هذه الرقعة ومحاربة الجوع.
الهاتف مثال آخر ممتاز على السمسرة التكنولوجية. منذ أن تم اختراعه، خضع الهاتف لعدد كبير من التغييرات: من السكنية فقط، إلى أن تكون محمولة في حالة وجيزة، إلى هواتف خلوية رقمية أكثر حداثة مع الوصول إلى الإنترنت وأكثر من ذلك بكثير. يبدو كما لو أن الهاتف السكني سيختفي تمامًا بسبب التقنية الموجودة في الهواتف الخلوية. ومع ذلك، تمكنت السمسرة التكنولوجية من إحداث تغيير كبير في الهواتف السكنية. طرحت اتصالات Verizon مؤخرًا Verizon Hub ، وهو هاتف سكني يسمح لك بإرسال واستقبال الرسائل النصية والصور والاتصال بالإنترنت وربط هاتفك الخلوي بـ Verizon Hub حتى تتمكن من الرد على هاتفك المنزلي حتى إذا لم يكن في المنزل.
إن جمال السمسرة التكنولوجية ليش في اختراع منتجات جديدة تمامًا، بل القدرة على إعادة تصوير أو إعادة إنشاء منتج أثناء استخدام فكرة / منتج قديم. على سبيل المثال، كان Craving Aid Patch منتجًا تم تصميمه في الأصل للمدخنين وفي كثير من الحالات يُنظر إليه على أنه إجراء طبي. ومع ذلك، تم استخدام نفس الفكرة الآن لإنشاء منتج مختلف تمامًا باستخدام نفس التكنولوجيا. على غرار Craving Aid Patch ، وهي مجرد فكرة قديمة أُعيد ابتكارها إلى منتج جديد، فإن Verizon Hub ، ربما يكون أحدث هاتف سكني، يعتمد على نفس الفكرة التي تم اختراعها لأول مرة، في سنوات ألكسندر غراهام جرس.
يمكن للسمسرة في التكنولوجيا أن تؤثر على أي نوع من المنتجات بغض النظر عن طبيعتها. على سبيل المثال، يمكن أن يكون مقبض صنبور بار أي شيء تقريبًا، عصا أو قطعة معدنية، زر، إلخ. ومع ذلك، وبمساعدة IDEO ، تمكنت Sam Adams من ابتكار مقابضها. لا يزال صنبور Sam Adams الذي أعيد تصميمه بالكامل له شكل مشابه للأشكال الأخرى، لكن Sam Adams يحتوي على غطاء فلورسنت أزرق يعرض علامة Sam Adams التجارية في حين يعطي إحساسًا بالأناقة والفئة وراء ماركة Sam Adams.
اللمبة أو المصباح
في 31 ديسمبر 1879، عرض إديسون لأول مرة اختراعه الأكثر شعبية. والذي كان أول "مصباح كهربائي متوهج عملي. هذا مثال مثالي على الاستفادة من سمسرة تكنولوجيا توماس أديسون. لم يكن إديسون أول شخص يخترع الضوء الكهربائي. قدم JW Starr براءة اختراع لمصباح متوهج في عام 1854. كان ذلك قبل 30 عامًا من بدء إديسون في العمل على المصباح الكهربائي الذي نعرفه اليوم. عندما بدأ إديسون اختبار المصابيح المتوهجة لأول مرة، كان يتم استخدام ضوء القوس لإضاءة الشوارع وأيضًا لتطبيقات أخرى مختلفة.
عندما بدأ إديسون باختبار المصابيح المتوهجة واجه مشكلة كبيرة. وكانت المشكلة هي أن إديسون لم يكن متأكدًا من المواد المستخدمة في الفتيل. سوف تذوب معظم المواد التي حاولها. هناك الكثير من الأكسجين والحرارة الناتجة عن التيار الكهربائي. ونتيجة لذلك تحترق الخيوط دائمًا. استخدم طريقتين لتصحيح هذه المشكلة. في البداية كان على إديسون إيجاد مادة جديدة لاستخدامها. بدأ باستخدام البلاتين لخيوطه دون نجاح يذكر. في النهاية صنع خيوطه عن طريق تفحيم لوح بريستول، وهو نوع من الورق المقوى. كما حصل على أفضل مضخات التفريغ المتاحة في ذلك الوقت. سيؤدي ذلك إلى تقليل كمية الأكسجين داخل المصابيح. جعل هذان التغييران من الممكن لـ Edison إنشاء المصباح الكهربائي الذي نستخدمه جميعًا اليوم.
كما ذكر أعلاه، لم يخترع أديسون الضوء الكهربائي. ومع ذلك، فقد استفاد من سمسرة التكنولوجيا من أجل تجميع العديد من التقنيات الحالية المختلفة للحصول على مصباح كهربائي أفضل. كما يمكن للمرء أن يفترض، كان أديسون محل تقدير كبير لإنجازاته. يعتقد الكثير من الناس اليوم أنه كان أول شخص يخترع الضوء الكهربائي عندما كان حقًا رائعًا في الاستفادة من سمسرة التكنولوجيا.

## نموذج عملية
• الخطوة الأولى: الوصول وفقًا لدراسة أندرو هارجادون وروبرت ساتون لـ IDEO ، "تتمتع IDEO بإمكانية الوصول إلى صناعات مختلفة وتمكنها من ابتكار ابتكارات في المنتجات". "لكل مهندس مجموعة متميزة من المعرفة التكنولوجية من العمل مع عملاء IDEO ، من التدريب الفني السابق وخبرة العمل، ومن اهتماماته وخلفياته الشخصية. إن الدور الذي تلعبه هذه المعرفة المتنوعة في إنشاء منتجات جديدة واضح في وصف كيف كانت الخلفية الشخصية لأحد المصممين مصدر الحلول الجديدة ". "يوصي دليل منهجية IDEO بأن يبحث المصممون عن فرص لتوسيع شبكة IDEO و / أو معرفة الصناعة. "يأتي اتصال IDEO بالتقنيات المختلفة من خلال اتصال المهندس الفردي بالصناعات التي تُستخدم فيها هذه التقنيات." 
• الخطوة الثانية: الاستحواذ وفقًا لدراسة أندرو هارجادون وروبرت ساتون لـ IDEO ، "الخبرة في الحصول على المعرفة الجديدة تساعد مصممي IDEO على فهم التقنيات الحالية للعميل والعمل معها". "بدأت عملية التعلم المستمرة من العملاء في الأيام الأولى لـ IDEO ولا تزال جزءًا من جميع المشاريع." "ينص دليل منهجية IDEO على ذلك 
 "كمستشارين نحن بحاجة إلى أن نصبح بسرعة خبراء في مجال منتجات العميل. نريد التأقلم مع السوق والكلمات الطنانة والمنافسة. نحن بحاجة إلى توجيه أنفسنا إلى المزالق والبدائل والفرص الرئيسية ".  
 "يكتسب مهندسو IDEO أيضًا المعرفة من خلال دراسة المنتجات الحالية للصناعة لأنها تعمل كسجلات للتكنولوجيات في تلك الصناعة." 
• الخطوة 3: التخزين وفقًا لدراسة أندرو هارجادون وروبرت ساتون لـ IDEO ، هناك «نوعان من الروتين في IDEO لتخزين الحلول التكنولوجية المحتملة». إجراءات لتخزين معرفة محددة «تضع الحلول المحتملة في ذكريات المصممين والأشياء والمنتجات التي جمعها المصممون من عملهم السابق.» تتضمن إجراءات الحفاظ على تلك المعرفة وتحديثها «عرض الأشياء حيث يمكن للمصممين الآخرين رؤيتها والمحادثات المستمرة التي يجريها المصممون حول من لديه معرفة التصميم».  «غالبًا ما يوجه المديرون رفيعو المستوى المصممين إلى الأفراد ذوي الخبرة ذات الصلة من خلال معرفة من سبق له العمل في أي المشاريع».
• الخطوة الرابعة: الاسترجاع وفقًا لدراسة أندرو هارجادون وروبرت ساتون لـ IDEO ، «في IDEO ، يستلزم الاسترجاع جلب المعرفة المخزنة بالحلول التكنولوجية المحتملة ذات القيمة للتأثير على مشاكل تصميم المشاريع الحالية.» يسترد مصممو IDEO الحلول التكنولوجية من خلال «التفكير التناظري» ومن خلال «الروتينات الراسخة لمشاركة مشاكل مشاريع التصميم الحالية مع مصممين آخرين في المؤسسة لديهم معرفة ذات صلة وقد تكون ذات قيمة.» «إن الحلول المحتملة مستمدة من الذاكرة التنظيمية لـ IDEO في جلسات العصف الذهني والاجتماعات الصباحية على مستوى الشركة يوم الاثنين». «يحدث الاسترداد أيضًا أثناء المحادثات غير الرسمية التي تلي الاجتماعات أو رسائل البريد الإلكتروني»، والتي يتم تسهيلها من خلال «خطة المكتب المفتوح» الخاصة بـ IDEO والمواجهات مع مصممين آخرين. 